# H·L·梅勒什
赫伯特·路易斯·梅勒什（Herbert Lewis Mellersh，1869年—1947年12月11日），是一名已故英格蘭男子羽球運動員。
H·L·梅勒什在1900年與F·S·柯里爾搭檔贏得了全英羽球錦標賽男子雙打冠軍，並與梅莉爾·盧卡斯搭檔獲得混合雙打第二名。1901年，梅勒什與柯里爾衛冕成功。1902年，他們兩人再度衛冕成功，同時H·L·梅勒什與艾瑟兒·沃恩福德·湯姆森搭檔獲得混合雙打第二名。

## 外部連結
- . ancestry.com.   [2019-06-15]. （原始内容存档于2019-06-14） （英语）.